# Lacida
La Lacida (ou LCD) est une machine à chiffrer munies de rotors. Conçue et fabriquée avant la Seconde Guerre mondiale pour le compte du Biuro Szyfrów polonais, elle devait servir aux communications de l'état-major polonais si la guerre venait à être déclarée.

## Histoire
Le nom de la machine, Lacida ou LCD, dérive des initiales des noms de famille de Gwido Langer, Maksymilian Ciężki et Ludomir Danilewicz (ou de son frère Leonard Danilewicz), propriétaires de la Société Radio AVA, qui construit l'appareil selon les spécifications du Biuro Szyfrów.
Anticipant la future Seconde Guerre mondiale, le Biuro Szyfrów expédie deux LCD en France avant l'invasion de la Pologne le 1er septembre 1939. Dès le printemps 1941, le Team Z polonais de la coopération des agences de cryptologie polonaises, françaises et britanniques opère un service de communications chiffrées à partie du PC Cadix à Uzès, en zone libre française.
Avant sa fabrication, Lacida n'avait jamais été soumise à une analyse cryptographique rigoureuse. Les gens du PC Cadix envisagent de la mettre à l'épreuve. Au début juillet 1941, les cryptologues polonais Marian Rejewski et Henryk Zygalski reçoivent une copie d'un message chiffré envoyé au personnel du commandant en chef polonais stationné à Londres. Le 3 juillet, les deux ne prennent que quelques heures pour obtenir le message en clair. D'autres tests confirment le faiblesse de l'appareil. Le colonel Gwido Langer suspend dès lors l'usage de la LCD au PC Cadix.
Trente ans plus tard, en 1974, Rejewski rapporte que la LCD présentait deux failles importantes. Elle n'était pas dotée d'un commutateur, l'un des aspects forts de l'Enigma militaire allemand. L'autre faille était causée par l'usage du réflecteur et du câblage. Ces deux failles ne permettent pas de conclure que la LCD, plus compliquée que l'Enigma, était plus facile à déchiffrer (par exemple, la LCD comportait un interrupteur pour remettre à zéro le chiffrement). Les chances que le service E-Dienst allemand puisse le faire étaient minimes, mais théoriquement possibles.